# Boulevard des Pyrénées
Le boulevard des Pyrénées est une voie de la commune française de Pau (Pyrénées-Atlantiques).

## Situation et accès
Il relie le château de Pau au palais Beaumont en une longue voie de 980m créée progressivement entre 1893 et 1899.
Le promeneur qui emprunte ce boulevard situé en bord de falaise peut contempler au loin le spectacle de la chaîne des Pyrénées, dont le pic du Midi d'Ossau. 
Il débute aux grilles du château de Pau, puis se prolonge le long de l'ancien hôtel de Gassion et de l'église Saint-Martin. En face de la place Royale, où se situe l'hôtel de ville, le pavillon des Arts fait un décrochement de forme carrée le long de la promenade.
Il offre une terrasse correspondant au toit du pavillon des Arts, et sur lequel se trouve la fontaine de Vigny qui est l'un des emblèmes de la ville. 
C'est sur cette terrasse que se situe aussi l'embarquement en partie haute du funiculaire de Pau. 
Le boulevard des Pyrénées se poursuit ensuite jusqu'aux portes du parc Beaumont. 
Une table d'orientation panoramique ainsi que 54 petites plaques ponctuent le cheminement du boulevard afin d'indiquer aux promeneurs le nom des différents sommets pyrénéens visibles.

## Origine du nom
Le boulevard porte le nom de la chaîne montagneuse des Pyrénées, au nord de laquelle se situe le piémont où est établie la ville de Pau.

## Historique

### Construction

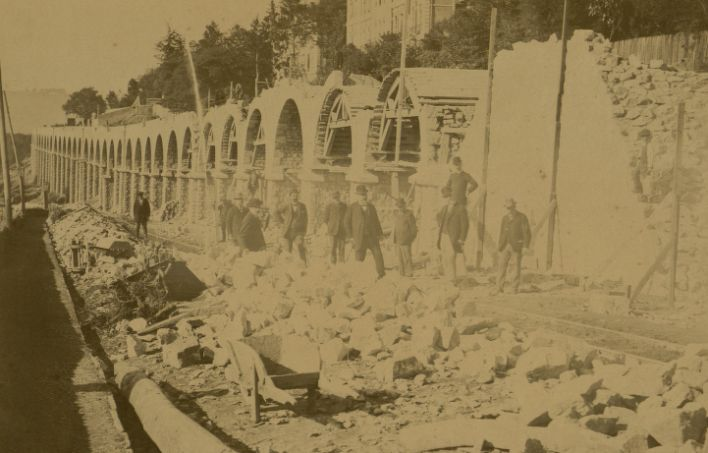
Comité administratif en visite sur le boulevard des Pyrénées en 1895.

Le boulevard des Pyrénées doit l'origine lointaine de son existence à une visite de Napoléon Bonaparte. C'est lui qui, dès 1808, émet l'idée de tirer parti de la vue sur la chaîne de montagnes. 
Après des décennies de discussions, c'est finalement à la fin du XIXe siècle, sous les mandats de Henri Faisans, maire de Pau, et Léon Say, député local qui prend en main l'affaire, que sont réalisés les aménagements urbains permettant de jouir pleinement du panorama depuis la ville. L'objectif est ainsi de développer la villégiature, surtout l'hiver, si prisée des aristocrates et de la riche clientèle étrangère. 

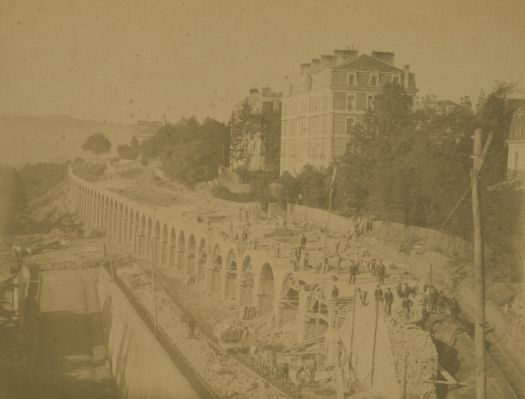
Boulevard des Pyrénées, vue générale des travaux en 1895.

Adolphe Alphand, ancien premier collaborateur du baron Haussmann dans les transformations de Paris sous le Second Empire, accepte de venir étudier sur place les diverses solutions d'aménagement proposées. Il passe quelques jours à Pau en janvier 1891. 
Dans son Rapport sur les embellissements et les améliorations à réaliser dans la ville de Pau, il considère qu'« il manque à Pau la promenade des Anglais de Nice ». 
Ainsi, il imagine dès le départ un site où l'on peut « voir et se faire voir », mais ne voit pas cette ambition se réaliser, car il meurt en décembre 1891. 

L'ouvrage est déclaré d'utilité publique le 19 janvier 1893, puis l'année même, à la suite d'expropriations entre la place Royale et le domaine Beaumont, commencent les premiers travaux pour la création du boulevard. 

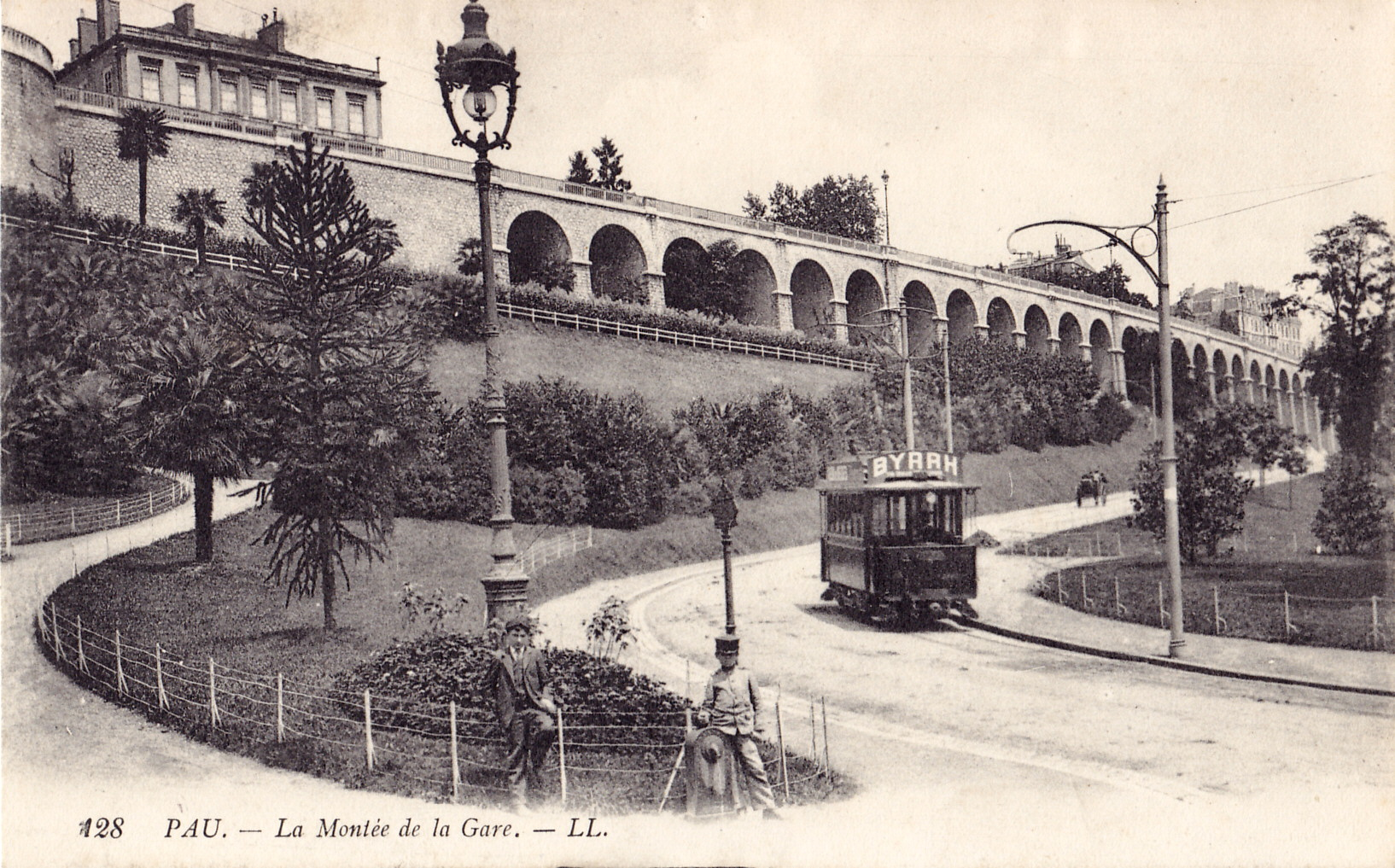
Les arcades du boulevard et l'ancien tramway de Pau.

En 1898, la mairie lancera la deuxième partie des travaux entre l'ancien boulevard du Midi et la grille du château, tout en lançant la plantation de la palmeraie. Le boulevard sera achevé dès 1899, sous la conduite de Paul Larregain, directeur des travaux de la ville de Pau depuis juillet 1894.
Le funiculaire de Pau commence à transporter ses premiers passagers en 1908, après la construction de la plate-forme en béton armé prolongeant la place Royale au-dessus du pavillon du Midi, actuel pavillon des Arts.
Finalement, seul un tiers du projet d'Alphand aura fini par être exécuté, puisque l'ingénieur des Ponts et chaussée avait souhaité voir cette promenade prolongée jusqu'à la plaine de Billère.
Il y eut également un projet de raccordement du boulevard à la place Gramont via la rue de Guiche, mais le projet, coûteux, n'aboutit pas.

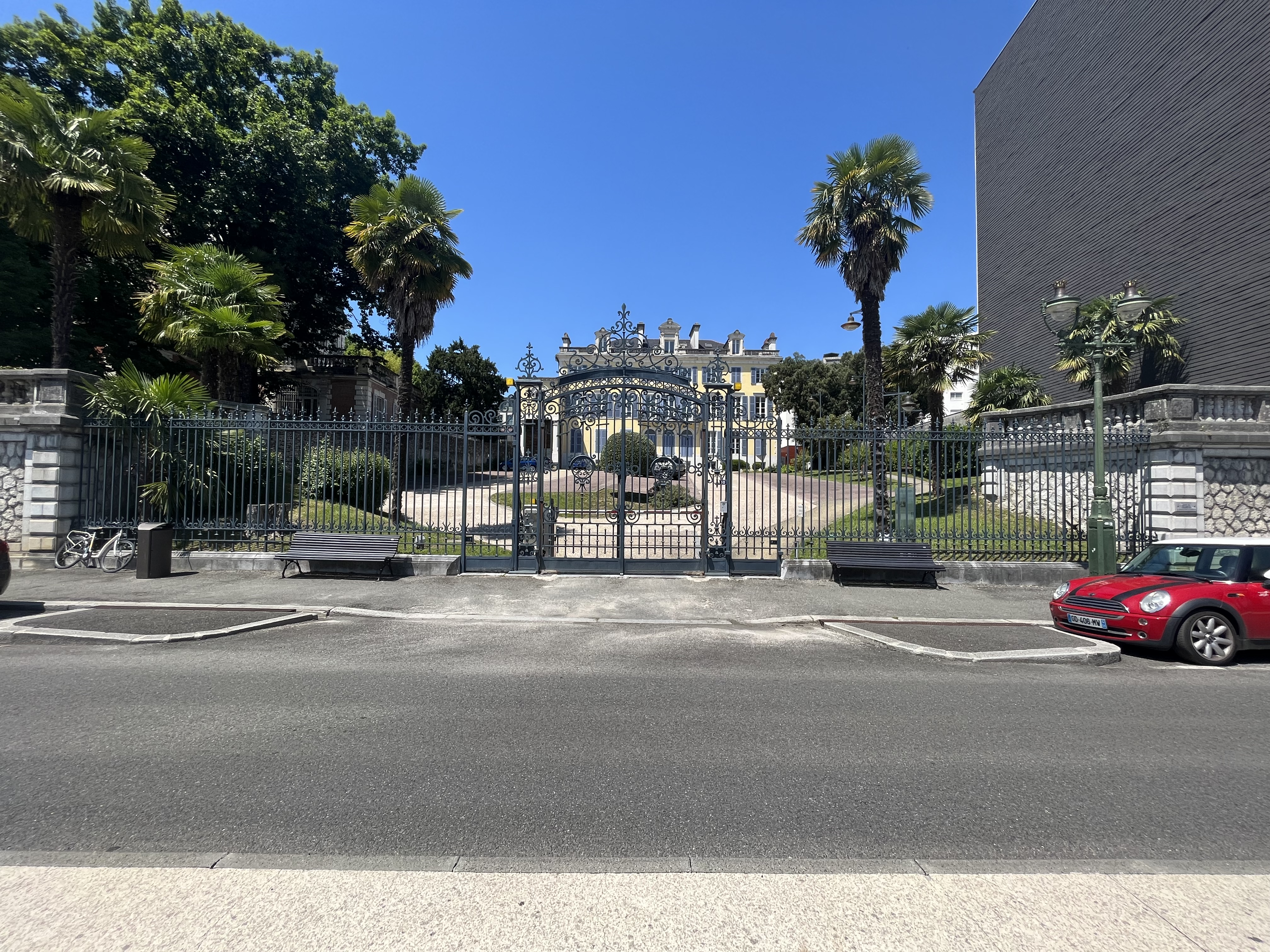
L'hôtel de Cadaval depuis le boulevard des Pyrénées.

Ainsi, tel qu'il a été réalisé il y a plus de cent ans, le boulevard des Pyrénées se présente de nos jours comme une longue promenade d'une grande diversité d'aspect, « L'un des plus splendides spectacles naturels que l'on puisse voir, bien propre à élever le cœur et l'esprit de ceux assez heureux pour en jouir, en se reposant des fatigues qu'impose à tous, de nos jours, la lutte pour la vie. », écrit Alphand. 
Ce panorama unique a, plusieurs décennies auparavant, déjà fait dire à Alphonse de Lamartine :
« Pau est la plus belle vue de terre, comme Naples est la plus belle vue de mer. »
Plusieurs établissements hôteliers sont érigés tout au long de cette promenade et sur la place Royale, notamment le grand hôtel Beauséjour, l'hôtel de Gassion et l'hôtel de France, mais aussi plusieurs hôtels particuliers, de nos jours presque tous disparus, dont subsiste l'hôtel de Cadaval, occupé par les services de la caisse d'allocations familiales et l'hôtel Boscary de Romaine, occupé par une succursale de la Banque de France.
Des travaux ont été engagés en 2011 afin de s'assurer de la bonne santé de l'édifice. 
L'ambition de l'équipe municipale étant de viser, à terme, le classement du boulevard des Pyrénées par le Comité du patrimoine mondial de l'Unesco sous le thème des horizons palois.

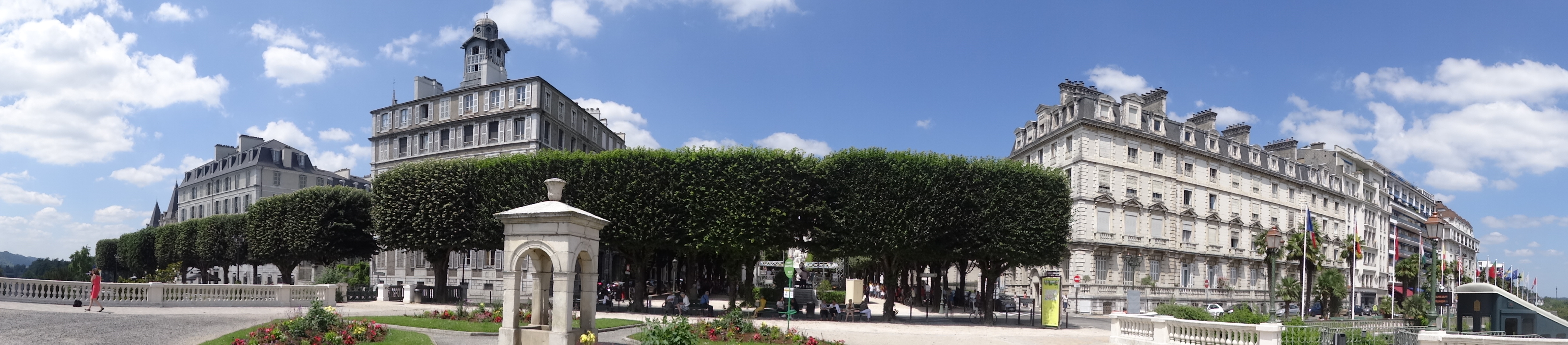
Le boulevard depuis l'arrivée du funiculaire.

## Bâtiments remarquables et lieux de mémoire

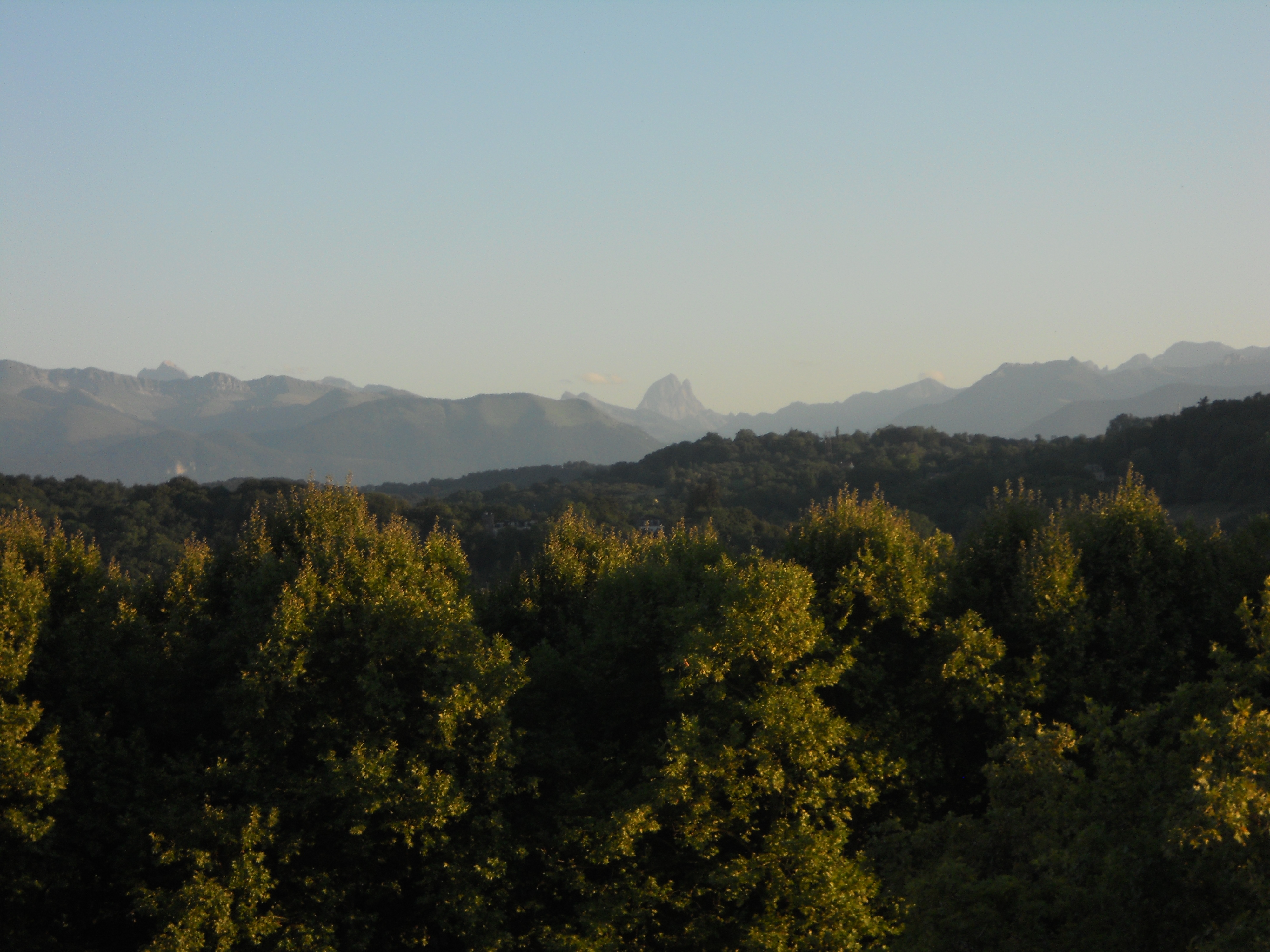
Vue sur les Pyrénées depuis le boulevard.
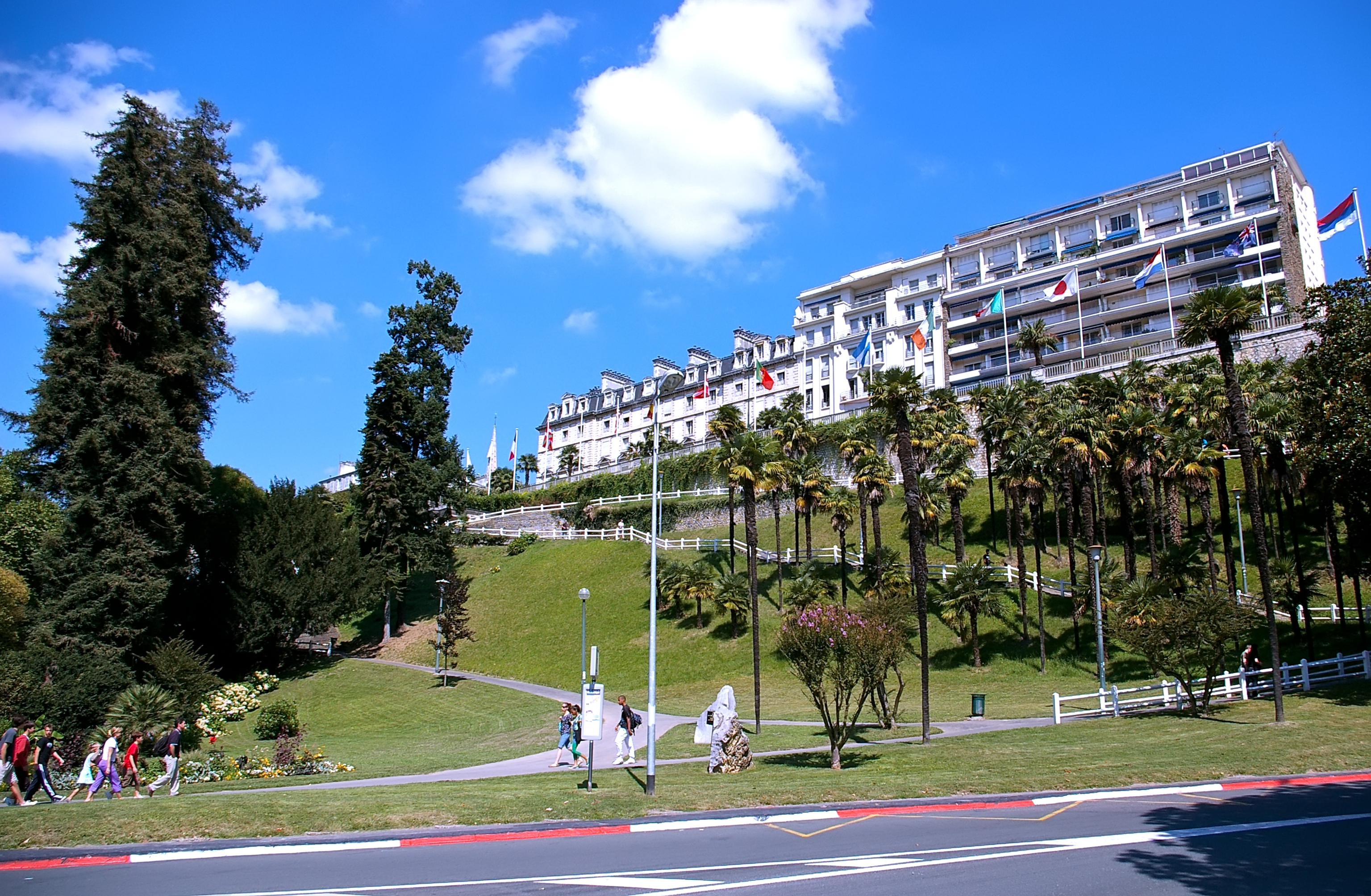
Contrebas du boulevard.
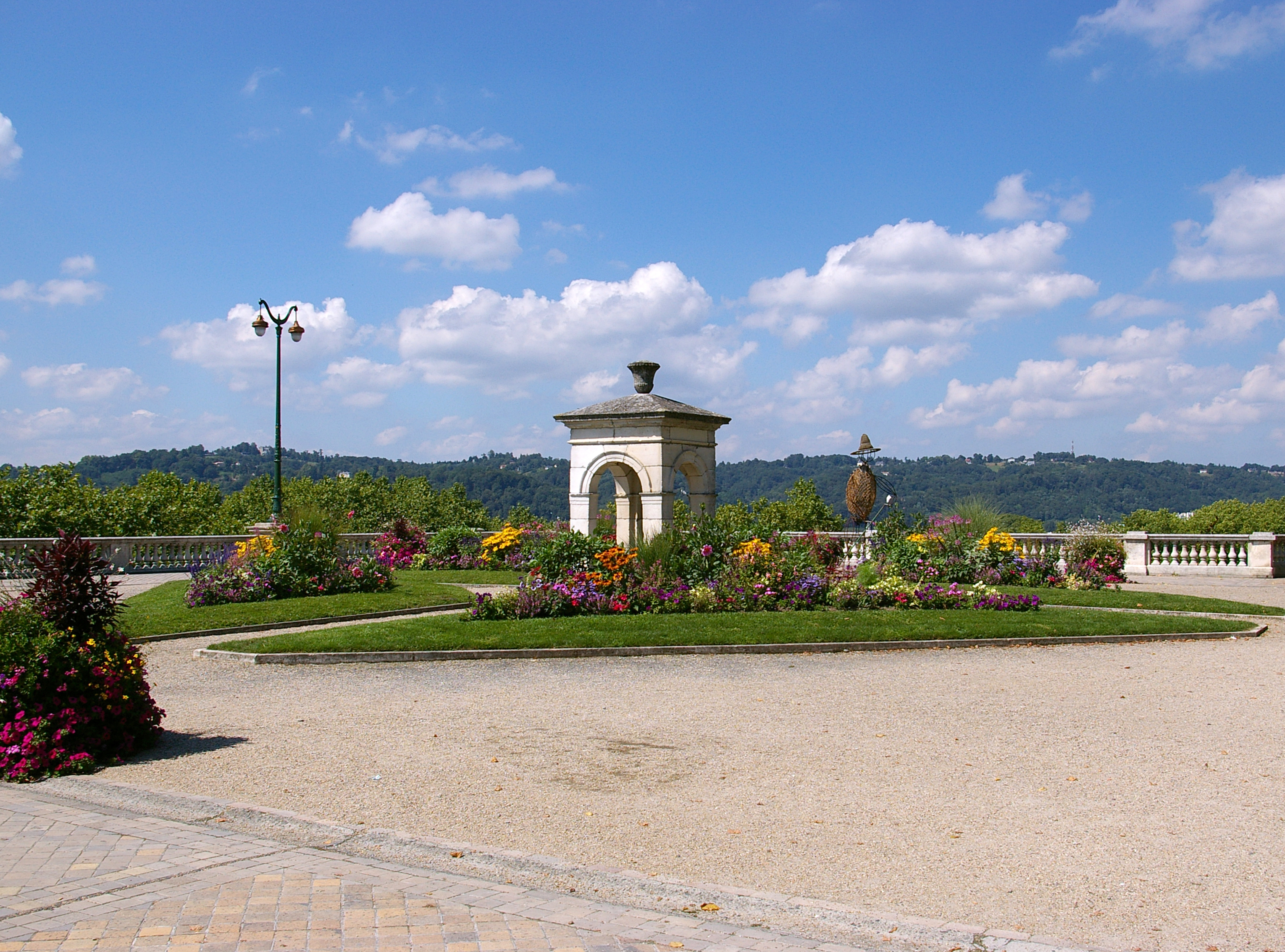
Fontaine de Vigny.
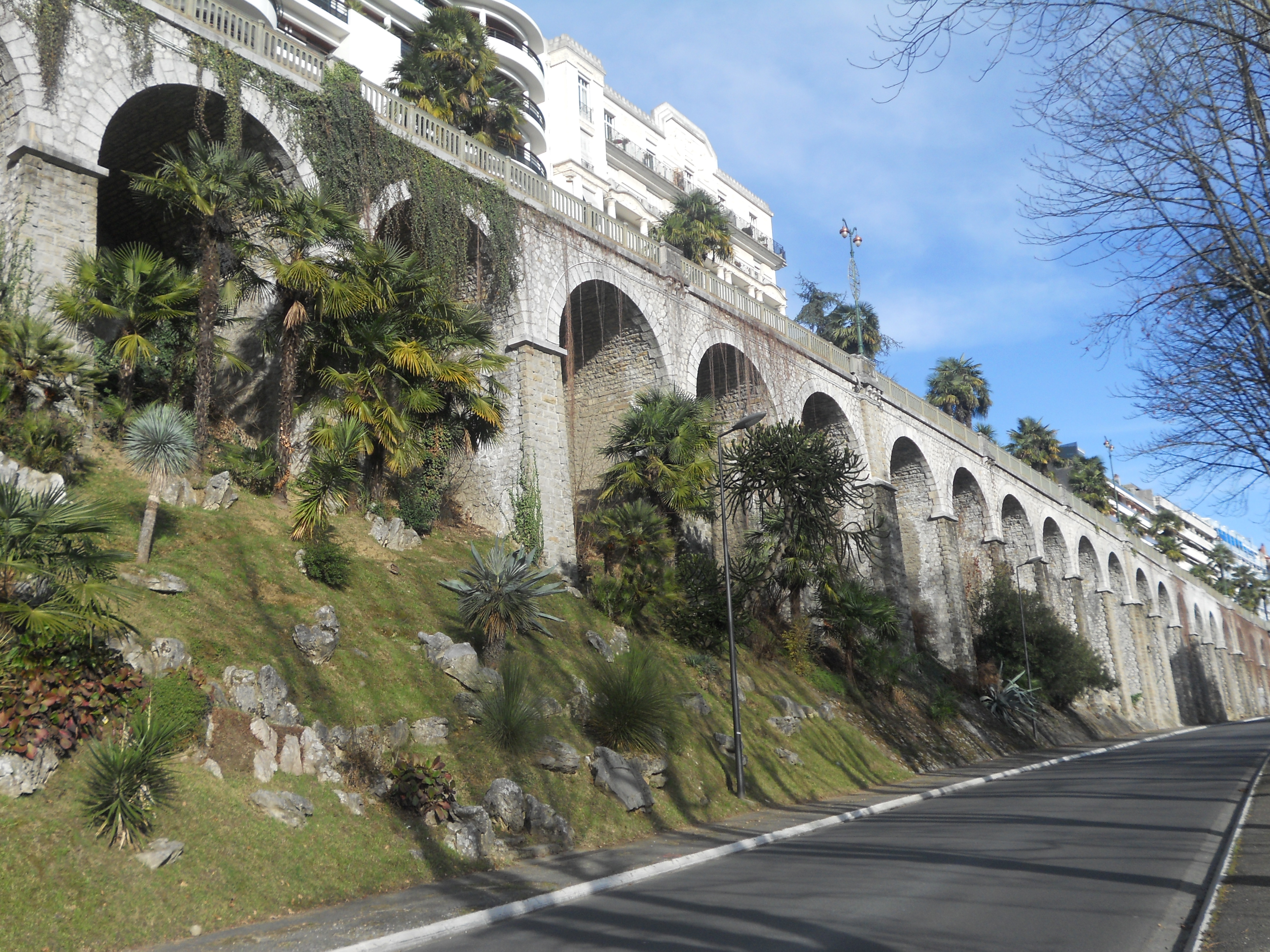
Arcades du boulevard.
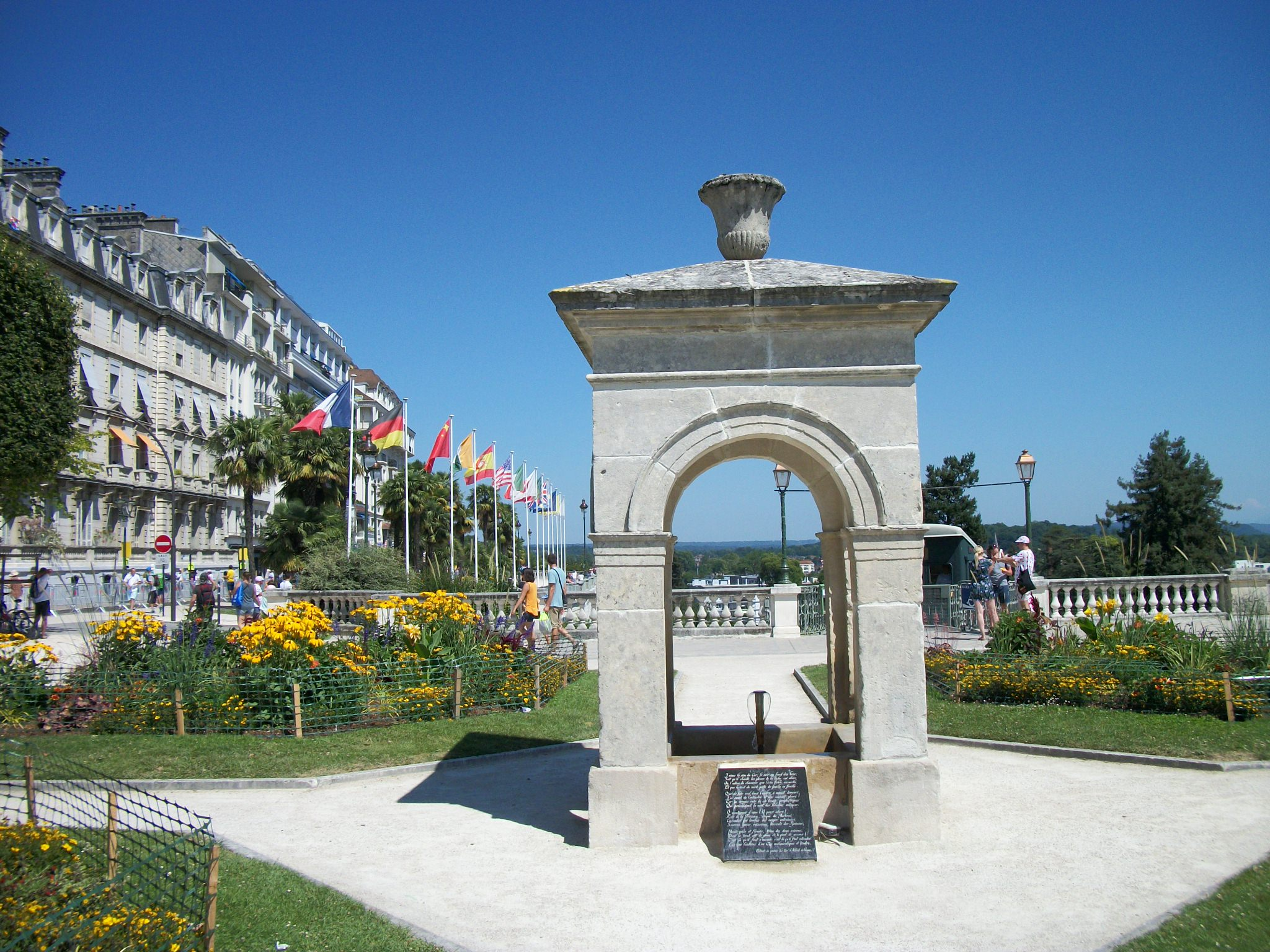
Fontaine du boulevard des Pyrénées.
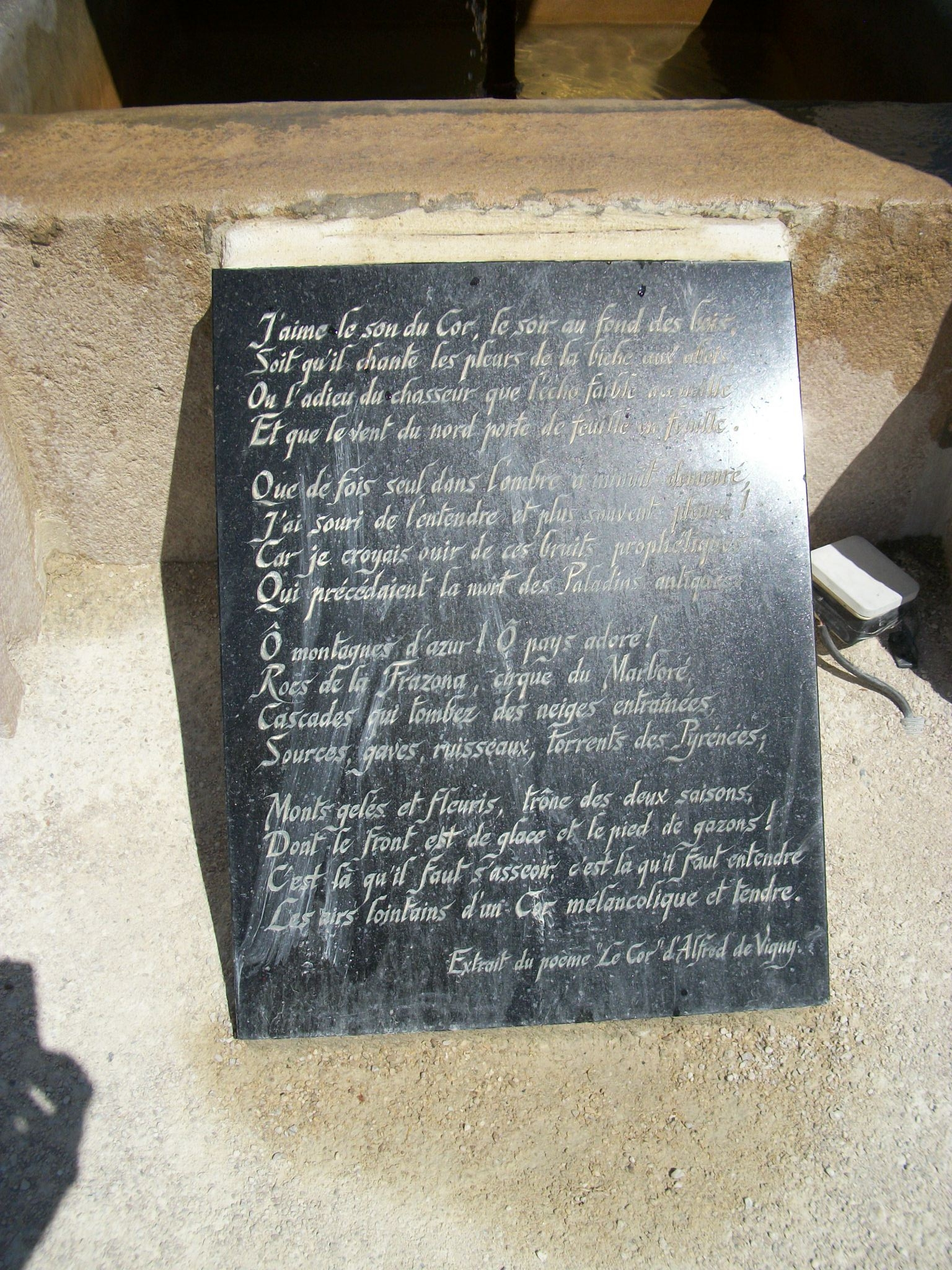
Extrait du poème Le Cor d'Alfred de Vigny se trouvant à la base de la fontaine du boulevard des Pyrénées.